# Pablo Neruda
Pablo Neruda, seudónimo y posterior nombre legal de Ricardo Eliécer Neftalí Reyes Basoalto (Parral, 12 de julio de 1904-Santiago, 23 de septiembre de 1973), fue un poeta y político chileno.
Es considerado entre los más destacados e influyentes artistas de su siglo; además de haber sido senador de la república chilena, miembro del Comité Central del Partido Comunista (PC), precandidato a la presidencia de su país y embajador en Francia. En 1971 Neruda recibió el Premio Nobel de Literatura «por una poesía que con la acción de una fuerza elemental da vida al destino y los sueños de un continente». Entre sus múltiples reconocimientos, destaca el doctorado honoris causa por la Universidad de Oxford.
La versión oficial sostuvo que la muerte de Neruda se debió al cáncer de próstata que padecía. En 2023, las investigaciones concluyeron que fue envenenado por órdenes del gobierno en el hospital donde estaba ingresado y murió el 23 de septiembre de 1973, doce días después del golpe militar de Pinochet, cuando planeaba exiliarse en México. Es probable que la bacteria Clostridium botulinum fuera inyectada por personal médico mientras estaba ingresado, como le había contado a su chófer Manuel Araya en una llamada telefónica poco antes de su muerte.
El escritor Gabriel García Márquez se refirió a él como «el más grande poeta del siglo XX en cualquier idioma» y el crítico literario Harold Bloom señaló: «Ningún poeta del hemisferio occidental de nuestro siglo admite comparación con él», quien lo considera uno de los veintiséis autores centrales del canon de la literatura occidental de todos los tiempos.

## Biografía

### Familia
Fue hijo del obrero ferroviario José del Carmen Reyes Morales y de la maestra de escuela Rosa Neftalí Basoalto Opazo, de ascendencia vasca, muerta de tuberculosis el 14 de septiembre de 1904. El 26 de septiembre siguiente fue bautizado en la parroquia San José de Parral.
En 1906 José Reyes se trasladó junto con su hijo a Temuco, donde se casó en segundas nupcias con Trinidad Candia Marverde, quien en 1895 había sido madre de Rodolfo, también hijo de José Reyes, y era llamada «mamadre» por Neruda. En 1907 nació Laura, hija de José Reyes y Aurelia Tolrá; más tarde esta niña fue adoptada por Trinidad Candia.
En Java el 6 de diciembre de 1930, Neruda se casó con la neerlandesa Maria Antonia Hagenaar Vogelzang, Maruca (Batavia, 5 de marzo de 1900-La Haya, 27 de marzo de 1965; se la cita como Maruca Reyes, Maruca de Reyes y Maruca Neruda). De esta unión nació en Madrid el 18 de agosto de 1934 Malva Marina Trinidad, que padecía hidrocefalia. Neruda se separó de Hagenaar en 1936 y se divorció de ella a distancia, en México en 1942, divorcio que no fue aceptado por la justicia chilena. Malva murió en Gouda (Países Bajos) el 2 de marzo de 1943, durante la ocupación nazi, mientras Neruda era cónsul general de Chile en México.
Neruda se casó en 1943 con Delia del Carril, de quien se divorció en 1955; y en 1966 con Matilde Urrutia Cerda.

### Niñez y juventud

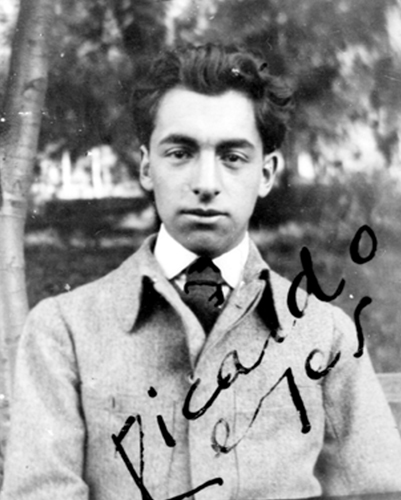
Fotografía del joven Ricardo Reyes

El entorno natural de Temuco, sus bosques, lagos, ríos y montañas marcaron el mundo poético de Neruda; en dicha ciudad escribió gran parte de los trabajos que integraron Crepusculario (1923), su primer libro de poemas.
En 1910 ingresó al Liceo de Hombres de Temuco, donde cursó todos sus estudios hasta terminar el 6.º año de humanidades en 1920.
El 18 de julio de 1917 publicó su primer artículo, Entusiasmo y perseverancia, en el diario La Mañana de Temuco. En 1918 su poema «Mis ojos» apareció en la revista Corre-Vuela, donde se publicaron otros tres poemas suyos. Entre este año y 1922, escribió artículos que fueron publicados en los periódicos temuquenses La Mañana y Diario Austral y en revistas literarias de estudiantes de Temuco, la Revista Cultural de Valdivia y Ratos Ilustrados de Chillán. En 1919 publicó trece poemas en la revista Corre-Vuela, comenzó a contribuir en la revista literaria Selva Austral y obtuvo el tercer lugar en los Juegos Florales del Maule con su poema «Comunión ideal» o «Nocturno ideal».
En 1920 conoció a Gabriela Mistral, por entonces directora del Liceo de Niñas de Temuco, de cuyo encuentro recordó: «ella me hizo leer los primeros grandes nombres de la literatura rusa que tanta influencia tuvieron sobre mí». Fue elegido presidente del Ateneo Literario del Liceo de Hombres de Temuco y prosecretario de la Asociación de Estudiantes de Cautín. El 28 de noviembre de dicho año, ganó el primer lugar en poesía de la Fiesta de la primavera de Temuco.

### El seudónimo «Pablo Neruda»
En octubre de 1920 comenzó a firmar definitivamente sus trabajos con el seudónimo de Pablo Neruda, esencialmente con el propósito de evitar el malestar del padre por tener un hijo poeta.
Aunque nunca aclaró el origen de su nombre artístico, nunca desmintió, e incluso apoyó, la conjetura de que lo habría escogido en honor al escritor checo Jan Neruda, del cual habría leído un cuento por esos años que le causó una honda impresión. Sin embargo, la obra de Jan Neruda se publicó entre 1857 y 1883, y es poco probable que Neruda haya tenido acceso a traducciones entonces. Debido a esto, otra teoría indica que su apodo está inspirado más bien en un personaje de la novela Estudio en escarlata (1887), de Arthur Conan Doyle, donde, en el capítulo IV, el personaje Sherlock Holmes dice ir a escuchar un concierto de una famosa violinista, Guillermina María Francisca Neruda, casada con el músico sueco Ludwig Norman, conociéndosela entonces como Wilma Norman-Neruda.

### Universidad y primeras publicaciones
En marzo de 1921 se radicó en Santiago y comenzó sus estudios de pedagogía en francés en el Instituto Pedagógico de la Universidad de Chile; aunque no tenía gran interés en la pedagogía, sí le interesaba el francés para leer poesía en dicha lengua.
El 14 de octubre de 1921 obtuvo el primer premio de la Fiesta de la primavera de la Federación de Estudiantes de Chile con el poema «La canción de fiesta», publicado posteriormente en la revista Juventud.
En 1923 publicó Crepusculario, elogiado por escritores como Hernán Díaz Arrieta, Raúl Silva Castro y Pedro Prado. En 1924 salió a luz su famoso Veinte poemas de amor y una canción desesperada, donde todavía se nota una influencia del modernismo. Posteriormente, se manifestó un propósito de renovación formal, de intención vanguardista, en tres breves libros publicados en 1926: El habitante y su esperanza, Anillos (en colaboración con Tomás Lago) y Tentativa del hombre infinito.
En 1927 comenzó su larga carrera diplomática, siendo cónsul en Rangún (Birmania) hasta 1929, desde donde se desarrolla un notable epistolario con el escritor argentino Héctor Eandi. Luego fue cónsul en Colombo, Ceylan hoy Sri Lanka (1929-1930), Java (1930), Singapur (1930-1932), Buenos Aires (1933-1934) —donde conoció a Federico García Lorca—, Barcelona (1934-1936) —donde conoció a Rafael Alberti— y Madrid. Pregonó su concepción poética de entonces, la que llamó «poesía impura», y experimentó el poderoso y liberador influjo del surrealismo.
En 1935 Manuel Altolaguirre le entregó a Neruda la dirección de la revista Caballo verde para la poesía, donde fue compañero de los poetas de la Generación del 27. Ese mismo año apareció la edición madrileña de Residencia en la Tierra.

### Guerra civil española

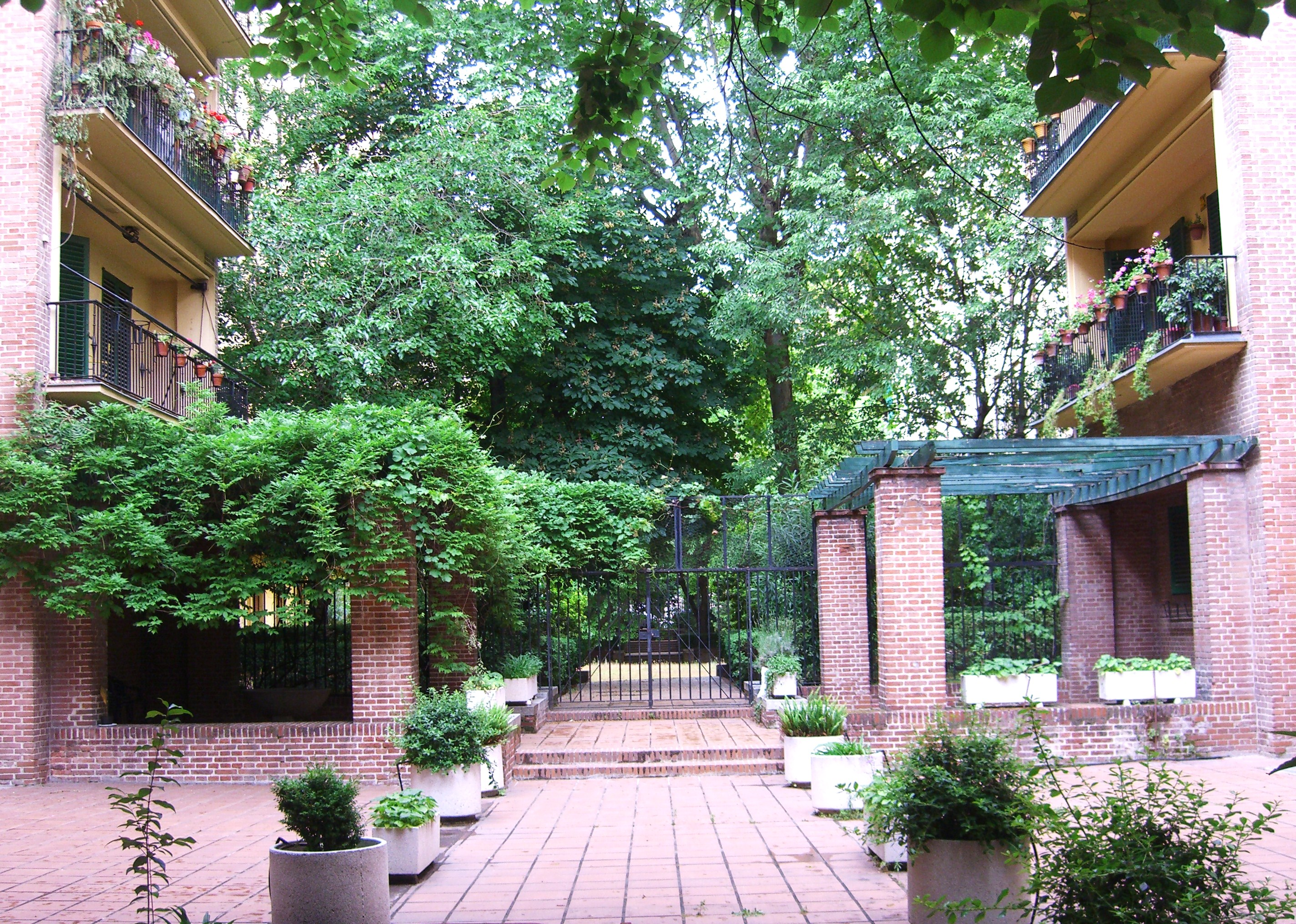
Acceso a la Casa de las Flores en el barrio de Argüelles, donde vivió Neruda mientras fue cónsul en Madrid. La casa fue bombardeada y casi totalmente destruida al estallar la guerra civil

La guerra civil española estalló en 1936; conmovido por ella y por el asesinato de su amigo García Lorca, Neruda se comprometió con el movimiento de la Segunda República, primero en España y luego en Francia, donde comenzó a escribir España en el corazón (1937). Ese mismo año regresó a Chile, y su poesía durante el período siguiente se caracterizó por una orientación hacia cuestiones políticas y sociales, lo que reforzó sus grandes ventas de libros.
Durante la guerra civil, Neruda también conoció al poeta mexicano Octavio Paz. Ambos se hicieron amigos instantáneos, pero, posteriormente, en México, tuvieron un altercado por diferencias ideológicas, llegando casi a los golpes. Más de veinte años después se reconciliaron en el Festival Internacional de Poesía de Londres. Paz diría con respecto a su colega: «Musito el nombre de Pablo Neruda y me digo: lo admiraste, lo quisiste y lo combatiste. Fue tu enemigo más querido».
En 1939 fue designado, por el presidente Aguirre Cerda, cónsul especial para la inmigración española en París, donde destacó como el gestor del proyecto Winnipeg, barco que llevó a cerca de 2000 inmigrantes españoles desde Francia a Chile. Poco tiempo después en 1940, fue asignado como cónsul general en México hasta fines de 1943, donde reescribió su Canto General de Chile transformándolo en un poema del continente sudamericano. Canto general fue publicado en México en 1950, y también clandestinamente en Chile. Compuesto de unos 250 poemas en quince ciclos literarios, constituye (a juicio del propio Neruda) la parte central de su producción artística. Al poco tiempo de salir a luz, fue traducido a alrededor de diez idiomas. Casi todos los poemas que lo componen fueron creados en circunstancias particularmente difíciles, cuando Neruda vivía en la clandestinidad ya que como miembro del Partido Comunista de Chile era perseguido y acusado de «infringir la Ley de Seguridad Interior del Estado e injuriar al presidente González Videla».

### Carrera política

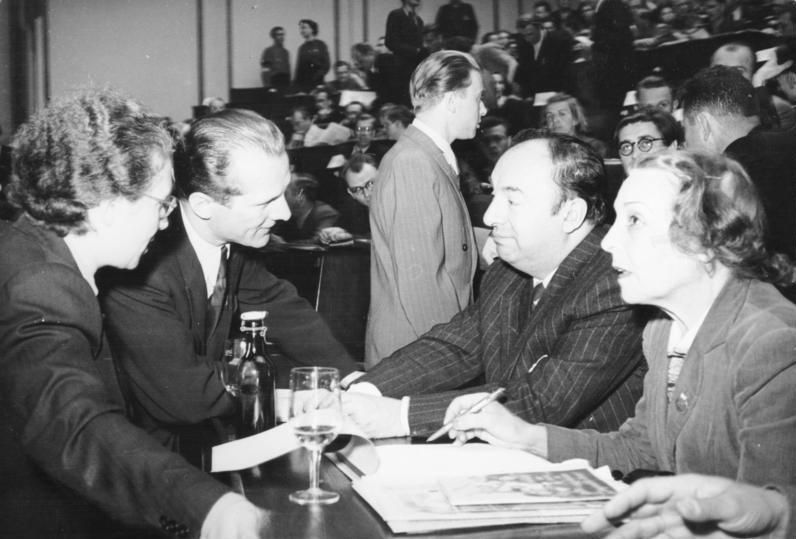
Neruda con su esposa Delia de Carril y Erich Honecker en 1951

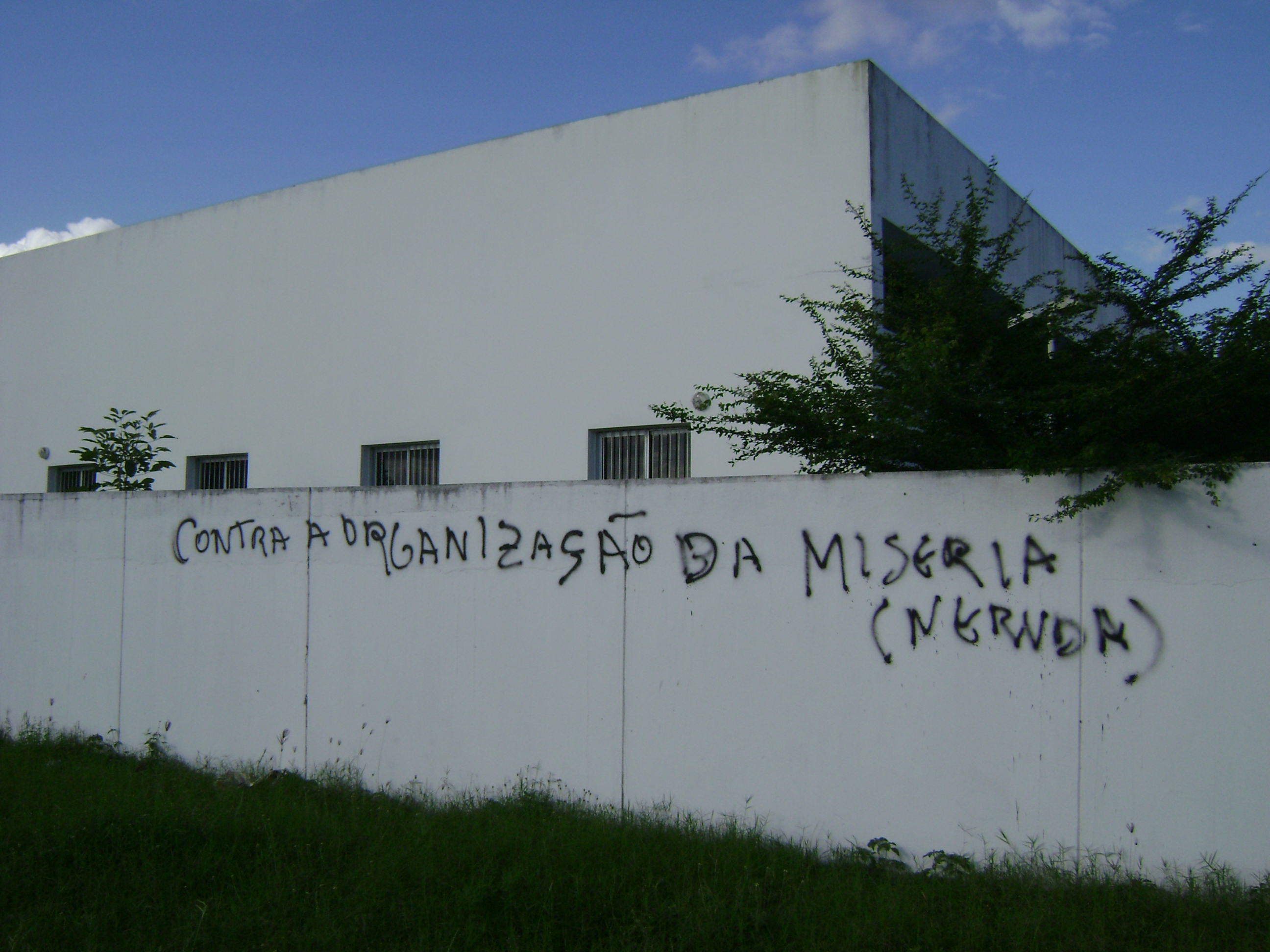
Contra la organización de la miseria (Neruda), asfaltada en Feira de Santana, Bahía, Brasil

Neruda retornó a Chile en 1943 —año en que se casó con Delia del Carril, la Hormiguita, en México, en un matrimonio que no fue reconocido por la justicia chilena debido a que su divorcio de Maruca fue declarado ilegal— y dos años después recibió el Premio Nacional de Literatura. En marzo de ese año, es electo senador por las provincias de Tarapacá y Antofagasta. En julio, se unió al Partido Comunista, donde militaban sus dos más férreos rivales, los poetas Pablo de Rokha y Vicente Huidobro, con quienes protagonizaría de por vida las más ácidas rencillas.
En las elecciones presidenciales de 1946 triunfó la Alianza Democrática, una coalición integrada por radicales, comunistas y demócratas, que llevó al poder a Gabriel González Videla. La represión desencadenada por este último contra los trabajadores mineros en huelga llevará a Neruda a protestar vehementemente en el Senado.
La persecución desatada por el gobierno de González Videla contra sus antiguos aliados comunistas, mediante la Ley de Defensa Permanente de la Democracia, culminará en la prohibición del PC el 3 de septiembre de 1948. Neruda se transformó entonces en el más fuerte antagonista del presidente, dictando discursos en el Senado y publicando artículos contra el Gobierno en el extranjero, ya que el diario comunista El Siglo estaba bajo censura.
Neruda criticó fuerte a González Videla, a quien llamó «rata», lo acusó de ser amigo de los nazis durante sus años de embajador en París a quienes invitaba a elegantes cenas a la embajada chilena, de vender el país a empresas estadounidenses e incluso acusó a su esposa, Rosa Markmann, de haber ocultado sus orígenes judíos mientras vivieron en Europa durante la Segunda Guerra Mundial y de enriquecerse comprando diamantes a europeos empobrecidos y casando a su descendencia con las familias más ricas de América del Sur.
Famoso es su artículo «La crisis democrática de Chile es una advertencia dramática para nuestro continente», que más tarde fue conocido como «Carta íntima para millones de hombres», publicado en el diario El Nacional de Caracas. Esto provocó la petición del Gobierno a los tribunales de un desafuero del senador Neruda por «denigrar a Chile en el exterior y por calumnias e injurias al Primer Mandatario». y posteriormente se dictó una orden de detención contra él, forzándolo primero a la clandestinidad y luego al exilio.

### Exilio

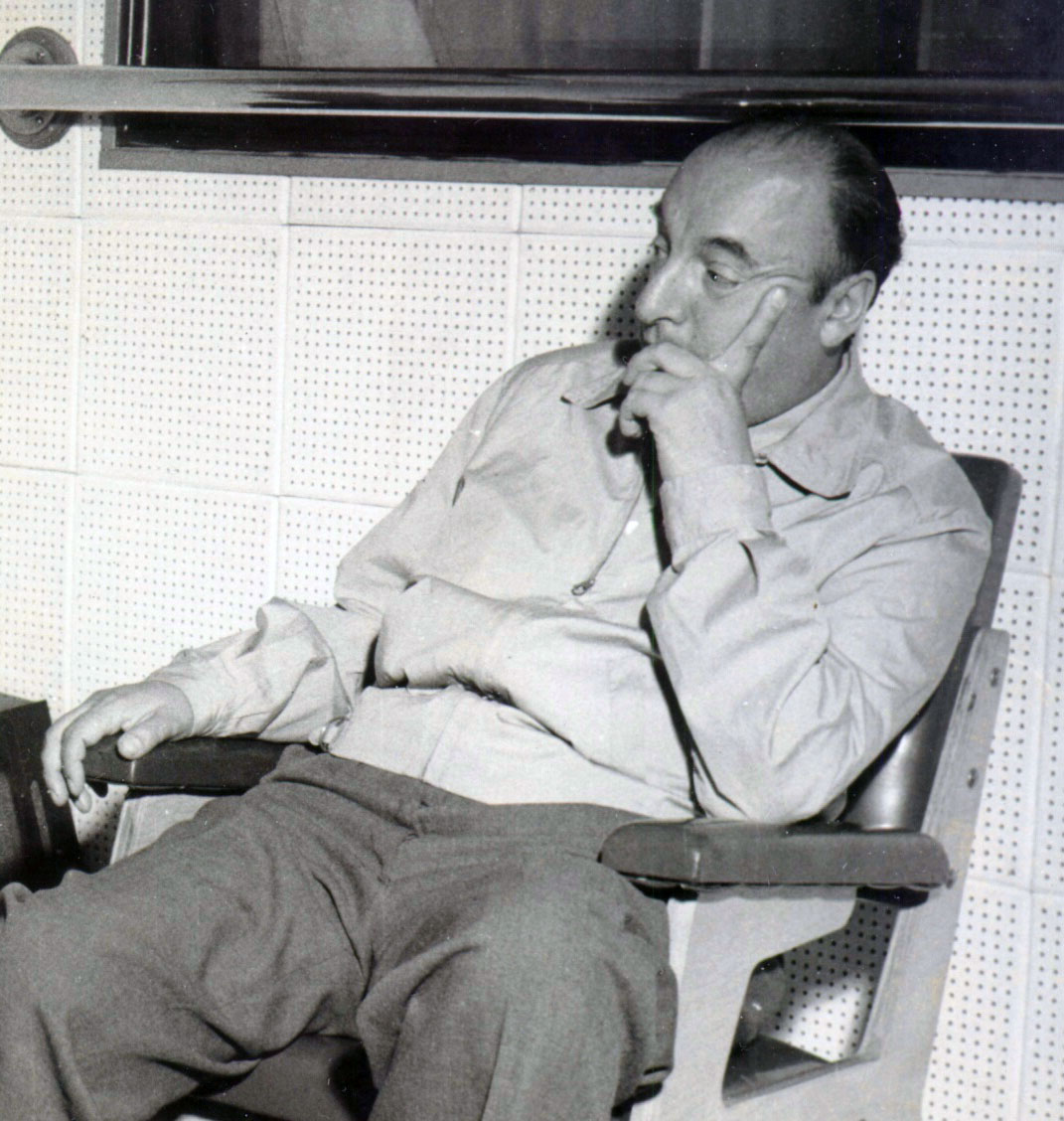
Neruda en 1956

Neruda realizó la travesía para escapar de una persecución política durante el otoño de 1949. Antes vivió meses en la clandestinidad entre Santiago, Valdivia y la comuna de Futrono, en el lago Huishue; después cruzó por el paso de Lilpela hacia Argentina montado a caballo; estuvo a punto de ahogarse mientras cruzaba el río Curringue.
A mediados de abril llegó de incógnito a París y gracias a la protección de varios amigos, entre ellos Picasso, logró regularizar su situación. Reapareció públicamente en la sesión de clausura del Primer Congreso del Movimiento Mundial de Partidarios de la Paz, en el que fue nombrado miembro del Consejo Mundial de la Paz. Desde Europa emprende numerosos viajes junto a su mujer Delia del Carril: Checoeslovaquia, Unión Soviética, Polonia, Hungría, México, Rumania, India, Italia, Francia, República Democrática Alemana (RDA), Guatemala. En el II Congreso, celebrado en Varsovia en noviembre de 1950, recibió junto con Picasso, Paul Robeson y otros el Premio Internacional de la Paz por su poema «Que despierte el leñador». Más tarde, al volver a Chile, recibirá en 1953 el Premio Stalin de la Paz.
Durante su exilio europeo vivió en Capri y Nápoles con su futura esposa Matilde Urrutia. Allí recibió la noticia de que ya no era buscado y podía volver a Chile, adonde regresó el 12 de agosto de 1952. Ese mismo año, en Italia, publicó anónimamente Los versos del capitán editado por su amigo Paolo Ricci.

### Regreso a Chile

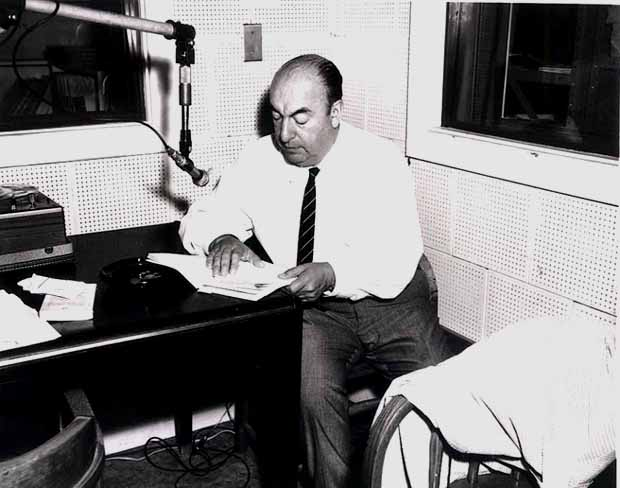
Neruda durante una visita a Estados Unidos en 1966

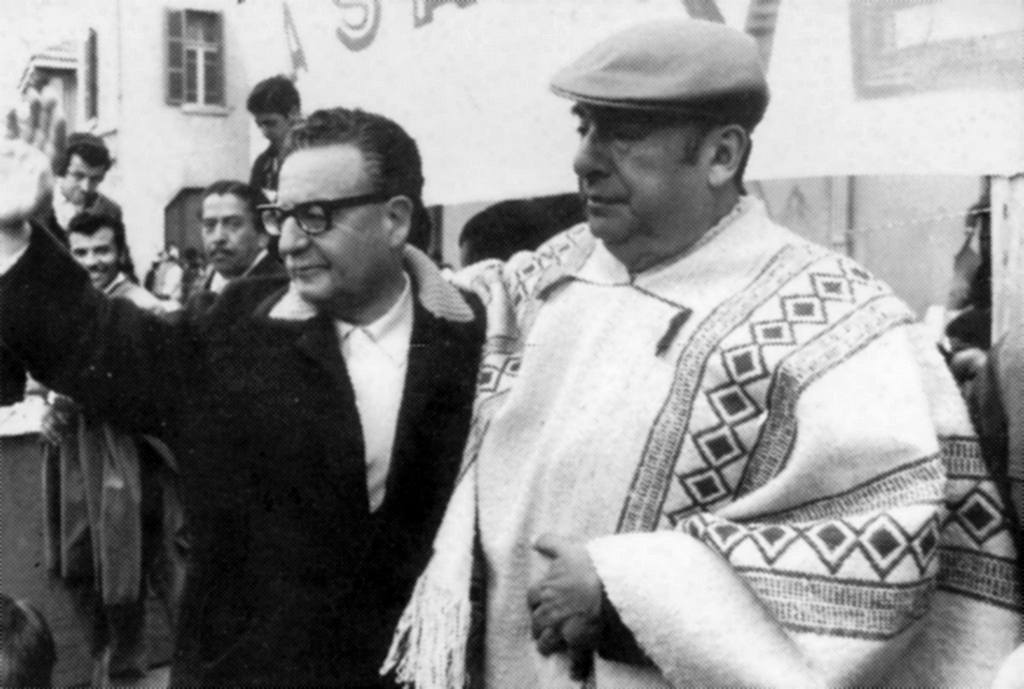
Salvador Allende junto con Neruda

En Chile Neruda, a quien lo esperaba su mujer Delia del Carril, fue recibido con varios actos públicos. En 1953 recibió el Premio Stalin de la Paz y al año siguiente publicó Las uvas y el viento (en donde se encuentra una elegía a Stalin) y Odas elementales, además de realizar una importante donación al patrimonio de la Universidad de Chile, a la que donó sus libros y caracolas marinas. Esta donación se divide en cuatro secciones: bibliográfica (5107 volúmenes), malacológica (8400 caracolas), hemerográfica (263 títulos) y sonora (155 discos) y son custodiadas por el Archivo Central Andrés Bello de esta Casa de Estudios.
En 1955 se separó de Delia, y comenzó a vivir con Matilde Urrutia. Tres años más tarde apareció Estravagario con un nuevo cambio en su poesía.
El 30 de marzo de 1962 el rector Juan Gómez Millas y la Facultad de Filosofía y Educación de la Universidad de Chile le otorgó la calidad de miembro académico «en reconocimiento a su vasta labor poética de categoría universal». En 1965 se le otorgó el título de doctor honoris causa en la Universidad de Oxford, del Reino Unido.
Solo en 1966 pudo contraer matrimonio con Matilde después del fallecimiento de Maruca, su primera mujer, en los Países Bajos el 27 de marzo de 1965. La boda se realizó en una sencilla ceremonia civil y privada en su casa de Isla Negra, donde conserva sus particulares colecciones de caracolas y mascarones de proa.
En 1969 fue nombrado miembro honorario de la Academia Chilena de la Lengua y fue nombrado doctor honoris causa por la Pontificia Universidad Católica de Chile. Ese año, durante la campaña para las presidenciales, el Partido Comunista lo eligió precandidato, pero renunció en favor de Salvador Allende, que se convirtió en el candidato único de la Unidad Popular. El gobierno de Allende lo designó embajador en Francia.

### Premio Nobel de Literatura

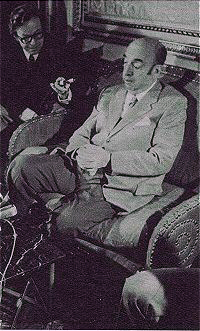
Neruda tras recibir el premio Nobel de Literatura en 1971

Consciente de su talento poético, Neruda inició una estrategia para ganar el premio Nobel de Literatura a partir de la década de 1950 mediante publicaciones periódicas —Canto general (1950), Los versos del capitán (1952), Las uvas y el viento (1954) y Odas elementales (1954), entre otras—, apariciones en la prensa, con columnas y entrevistas, y relaciones públicas de alto nivel, como visitas a presidentes en el extranjero; sin embargo, el factor clave que lo ayudó a obtener el premio fue su militancia política.
La Academia Sueca lo consideró candidato al premio en:
- 1956,[n 2] cuando fue postulado por André Joucar-Ruau, profesor de literatura de la Universidad de Aix-Marsella,[38] y
- 1963, cuando fue propuesto por Ragnar Josephson y Bengt Holmqvist.[38] Entonces fue parte de una lista junto con el británico-estadounidense W. H. Auden, el irlandés Samuel Beckett,[n 3] el japonés Yukio Mishima, el danés Aksel Sandemose y el griego Giorgos Seferis. Luego formó la terna final junto con Auden y Seferis, a quien finalmente le fue concedido.[39]

El 21 de octubre de 1971, Neruda fue galardonado con el Nobel «por una poesía que con la acción de una fuerza elemental da vida al destino y los sueños de un continente». El 23 de octubre siguiente, el periódico chileno Clarín señaló:

El país entero se emocionó. Los rotos pampinos, los campesinos que hacen parir la tierra, los ovejeros de la pampa magallánica, los pescadores desafiando el océano, los arrieros, los mineros, los obreros de la construcción, las mujeres en su casa parando la olla, los intelectuales, los empleados, todos, de capitán a paje, nos sentimos más importantes, más chilenos.

El poeta viajó a Estocolmo a recibirlo el 10 de diciembre. En sus memorias Confieso que he vivido (1974, póstumamente), el poeta recuerda:

El anciano monarca nos daba la mano a cada uno; nos entregaba el diploma, la medalla y el cheque [...] Se dice (o se lo dijeron a Matilde para impresionarla) que el rey estuvo más tiempo conmigo que con los otros laureados, que me apretó la mano con evidente simpatía. Tal vez haya sido una reminiscencia de la antigua gentileza palaciega hacia los juglares.

### Muerte

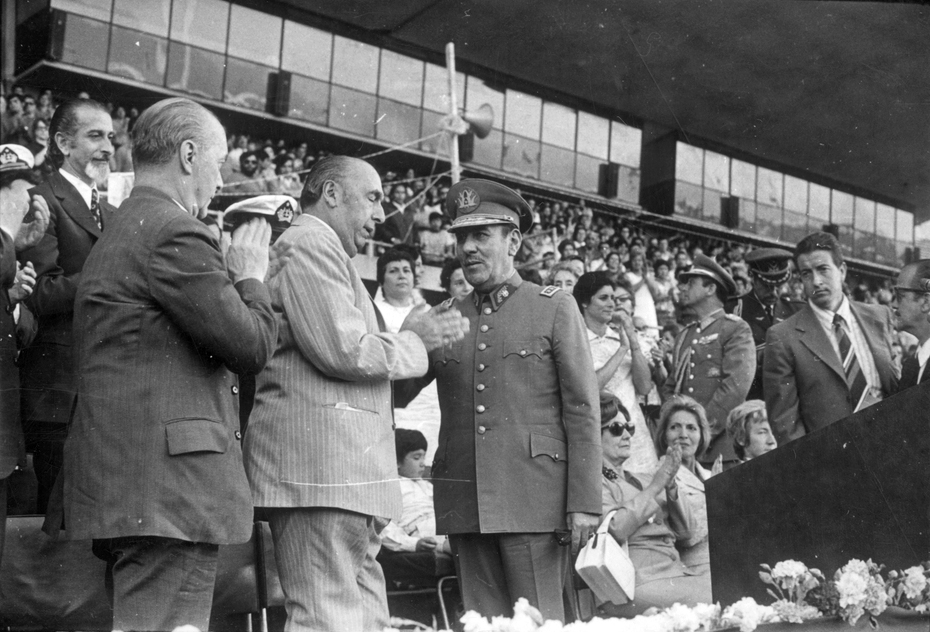
Neruda en 1972 en el Estadio Nacional, junto con el general Carlos Prats y otras autoridades. Atrás a la izquierda, el ministro de defensa José Tohá

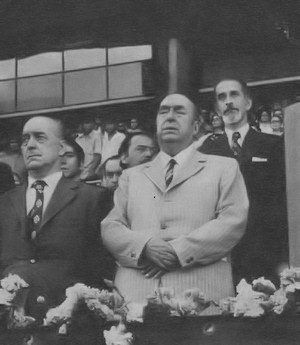
Neruda en su última aparición en público (1972)

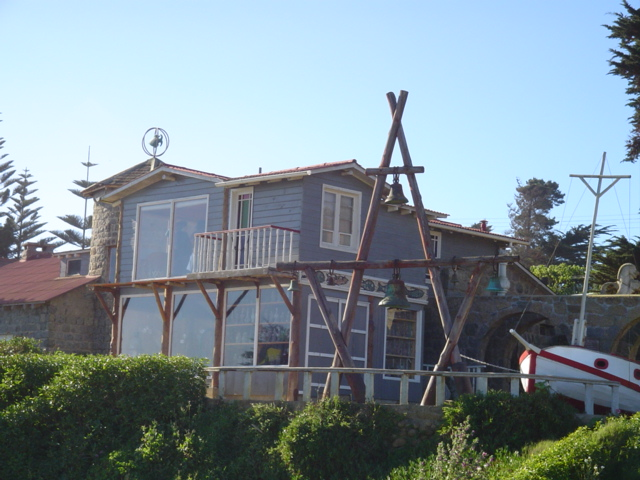
El museo Casa de Neruda en Isla Negra, donde reposan los cuerpos de Neruda y su mujer Matilde Urrutia

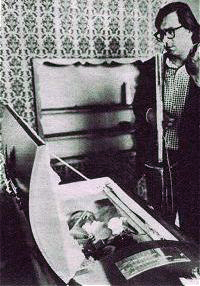
Féretro de Pablo Neruda

Su última aparición en público fue el 5 de diciembre de 1972, cuando el pueblo chileno realizó un homenaje al poeta en el Estadio Nacional. En febrero de 1973, por razones de salud, renunció a su cargo de embajador en Francia.
Después del golpe militar del 11 de septiembre su salud se agravó y el 19 fue trasladado de urgencia desde su casa de Isla Negra a Santiago, donde murió en la Clínica Santa María a las 22:30 del 23 de septiembre.
La casa de Neruda en Santiago fue saqueada después del golpe encabezado por el general Augusto Pinochet y sus libros, incendiados. El funeral del poeta fue realizado en el Cementerio General. Al mismo acudieron los miembros de la directiva del Partido Comunista, a pesar de estar perseguidos por el régimen. Aunque los asistentes estaban rodeados de soldados armados de ametralladoras, se escuchaban desafiantes gritos de homenaje a él y a Salvador Allende, junto a la entonación de La Internacional. Después del funeral, muchos de los asistentes que no pudieron huir acabaron engrosando las listas de desaparecidos por la dictadura.
Sus restos descansaron primero en el mausoleo de la familia Dittborn, que les había cedido un espacio, y siete meses después fueron trasladados al nicho 44 del módulo México.
El 11 de diciembre de 1992, los restos de Neruda y Matilde Urrutia fueron exhumados y llevados para un velatorio ceremonial en el Salón de Honor del ex Congreso Nacional. Al día siguiente se dio cumplimiento al deseo del poeta: que sus restos fuesen enterrados en su casa de Isla Negra. Ese lugar y todas las demás pertenencias son ahora museos administrados por la Fundación Pablo Neruda.
En 2011 un artículo recogió declaraciones de Manuel Araya Osorio, asistente del poeta desde noviembre de 1972 hasta su muerte, quien aseguraba que Neruda habría sido asesinado en la clínica tras aplicársele una inyección letal. La Fundación Pablo Neruda desmiente esta información. El 31 de mayo, el Partido Comunista de Chile solicitó a la justicia una investigación para determinar las causas de la muerte del poeta.
En 2013 el juez Mario Carroza, que anteriormente había abierto una investigación para esclarecer las circunstancias de la muerte de Neruda, ordenó, después de 20 meses de interrogatorios y pericias, la exhumación del cuerpo del poeta. La Fundación Neruda, que en un principio se oponía a ello por considerarlo una profanación, finalmente lo aceptó declarando confiar en que "el examen tanatológico contribuya a aclarar las dudas que pudieran existir respecto de la muerte del poeta". Los preparativos para la exhumación comenzaron en Isla Negra el 6 de abril con la instalación de una carpa en el lugar de su sepultura y el 8 se efectuó la diligencia, que duró una hora y dieciocho minutos; ese mismo día los restos de poeta llegaron al Servicio Médico Legal de Santiago, en vistas a análisis a realizar en laboratorios chilenos y extranjeros.
En noviembre, Patricio Bustos, director del Servicio Médico Legal de Chile, dio a conocer los resultados de los exámenes toxicológicos realizados en Estados Unidos y España, que descartaron que Neruda hubiera sido envenenado y confirmaron que falleció producto de un avanzado cáncer de próstata. Sin embargo, Rodolfo Reyes, sobrino del poeta, insistió en que terceras personas están involucradas en la muerte de Neruda y anunció que pedirían nuevas diligencias. En 2015, el Programa de Derechos Humanos del Ministerio del Interior de Chile entregó a Carroza un informe redactado por Francisco Ugás Tapia, Rodrigo Lledó Vásquez y Hugo Pavez Lazo —secretario ejecutivo, jefe del Área Jurídica y abogado, respectivamente, de dicho Programa— en el que concluían que «resulta claramente posible y altamente probable la intervención de terceros en la muerte» de Neruda. Sin embargo, la Fundación Neruda, a través de su director ejecutivo Fernando Sáez, declaró al respecto que «esta noticia no es ninguna noticia», que se trata de «una presunción de ellos» y que cualquier información fidedigna sobre el fallecimiento del poeta depende ahora de los resultados científicos.

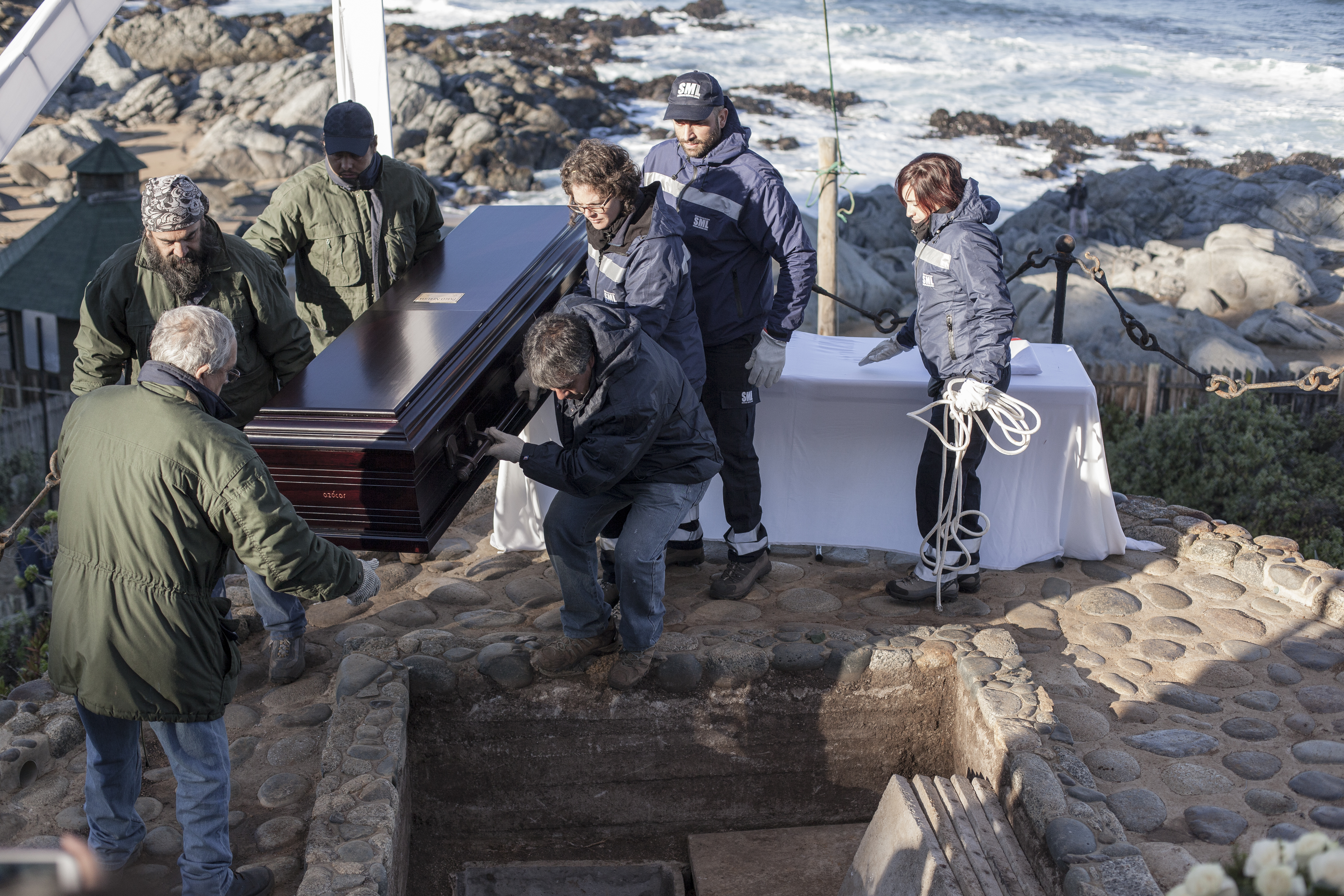
La reinhumación de los restos de Neruda en su tumba en Isla Negra estuvo a cargo de funcionarios del SML y de la PDI (26 de abril de 2016).

Las dudas sobre la causa de la muerte de Neruda persistían debido a que, según se informó en mayo de 2015, especialistas españoles habían encontrado en los restos del poeta el estafilococo dorado, una bacteria ajena a los tratamientos del cáncer y que, cuando es alterada, resulta altamente tóxica y puede acelerar la muerte de una persona. Dos laboratorios, uno en Canadá y otro en Dinamarca, iniciaron en febrero de 2016 una serie de peritajes para tratar de determinar si hubo o no alteración del estafilococo.
La Fundación Pablo Neruda, mientras tanto, había comenzado a pedir desde 2015, después de más de dos años de la exhumación que ordenó el Juez Mario Carroza, la devolución del cuerpo para que pudiera volver a su tumba en el patio de la casa de Isla Negra. Tras la obtención de las muestras necesarias para futuros peritajes, el juez dispuso la reinhumación de los restos del Premio Nobel chileno el tres de marzo de 2016; y el reentierro se celebró el 26 de abril de ese año, después de que el día anterior se celebrara un funeral popular en el ex Congreso Nacional organizado por Rodolfo Reyes, sobrino de Pablo Neruda. Bernardo Reyes, sobrino nieto y la Fundación criticaron este acto, que contó con la asistencia de artistas y figuras políticas como los entonces presidentes del Senado y la Cámara de Diputados, Ricardo Lagos Weber y Osvaldo Andrade respectivamente. «Nos parece completamente absurdo que de un acto judicial como es la devolución de los restos, cosa que hemos pedido hace un año, se termine haciendo esto», explicó el director ejecutivo la no participación de la Fundación en ese evento.
El 20 de octubre de 2017, el panel de expertos internacional confirmó que Pablo Neruda no murió de caquexia cancerosa como constaba en su certificado de fallecimiento.
Finalmente, después de esperar por varios años los resultados de los estudios a los restos de Neruda, el lunes 13 de febrero de 2023, Rodolfo Reyes anunció en conferencia de prensa que Pablo Neruda fue envenenado, según el nuevo informe de un comité científico internacional conformado por expertos de la Universidad de McMaster (Canadá) y la Universidad de Copenhague (Dinamarca). «La bacteria Clostridium botulinum encontrada en su cuerpo no tendría por qué haber estado en la osamenta de Neruda; esto quiere decir que fue asesinado, que hubo intervención de agentes del Estado», afirmó el sobrino de Neruda en la conferencia.

## Estilo
La literatura de Neruda distingue distintos períodos estilísticos. Desde su obra Canto general (1950), el autor se circunscribe en el llamado realismo socialista soviético, impulsado por Andréi Zhdánov, y en el cual Neruda alcanzaría su culminación con Las uvas y el viento (1954).

## Obras

### Publicadas en vida
- Crepusculario. Santiago, Ediciones Claridad, 1923.
- Veinte poemas de amor y una canción desesperada. Santiago, Editorial Nascimento, 1924.
- Tentativa del hombre infinito. Santiago, Editorial Nascimento, 1926.
- El habitante y su esperanza. Novela. Santiago, Editorial Nascimento, 1926.
- Anillos. Santiago, Editorial Nascimento, 1926 (prosa poética de Pablo Neruda y Tomás Lago).
- El hondero entusiasta. Santiago, Empresa Letras, 1933.
- Residencia en la Tierra (1925-1931). Madrid, Ediciones del Árbol, 1935.
- España en el corazón. Himno a las glorias del pueblo en la guerra: (1936-1937). Santiago, Ediciones Ercilla, 1937.
- Nuevo canto de amor a Stalingrado. México, 1943.
- Tercera residencia (1935-1945). Buenos Aires, Losada, 1947.
- Canto general. México, Talleres Gráficos de la Nación, 1950.
- Los versos del capitán. Imprenta L'Arte Tipografica, Napoli, 1952, 184 pp.
- Todo el amor. Santiago, Editorial Nascimento, 1953.
- Las uvas y el viento. Santiago, Editorial Nascimento, 1954.
- Odas elementales. Buenos Aires, Editorial Losada, 1954.
- Nuevas odas elementales. Buenos Aires, Editorial Losada, 1955.
- Tercer libro de las odas. Buenos Aires, Losada, 1957.
- Estravagario. Buenos Aires, Editorial Losada, 1958.
- Navegaciones y regresos Buenos Aires, Editorial Losada, 1959.
- Cien sonetos de amor. Santiago, Editorial Universitaria, 1959.
- Canción de gesta. La Habana, Imprenta Nacional de Cuba, 1960.
- Poesías: Las piedras de Chile. Buenos Aires, Editorial Losada, 1960. Las Piedras de Pablo Neruda.
- Cantos ceremoniales. Buenos Aires, Losada, 1961.
- Memorial de Isla Negra. Buenos Aires, Losada, 1964. 5 volúmenes.
- Arte de pájaros. Santiago, Ediciones Sociedad de Amigos del Arte Contemporáneo, 1966.
- Fulgor y muerte de Joaquín Murieta. Santiago, Zig-Zag, 1967. La obra fue escrita con la intención de servir de libreto para una ópera de Sergio Ortega.
- La Barcarola. Buenos Aires, Losada, 1967.
- Las manos del día. Buenos Aires, Losada, 1968.
- Comiendo en Hungría. Editorial Lumen, Barcelona, 1969 (en coautoría con Miguel Ángel Asturias).
- Fin del mundo. Santiago, Edición de la Sociedad de Arte Contemporáneo, 1969. Con Ilustraciones de Mario Carreño, Nemesio Antúnez, Pedro Millar, María Martner, Julio Escámez y Oswaldo Guayasamín.
- Aún. Editorial Nascimento, Santiago, 1969.
- Maremoto. Santiago, Sociedad de Arte Contemporáneo, 1970. Con Xilografías a color de Carin Oldfelt Hjertonsson.
- La espada encendida. Buenos Aires, Losada, 1970.
- Las piedras del cielo. Editorial Losada, Buenos Aires, 1970.
- Discurso de Estocolmo. Alpignano, Italia, A. Tallone, 1972.
- Geografía infructuosa Buenos Aires, Editorial Losada, 1972.
- La rosa separada. Éditions du Dragon, París, 1972 con grabados de Enrique Zañartu.
- Incitación al Nixonicidio y alabanza de la revolución chilena. Santiago, Empresa Editora Nacional Quimantú, Santiago, 1973.
- Geografía de Pablo Neruda. Editorial Aymá, Barcelona, 1973. Glosas autógrafas de Neruda, Fotos de Sara Facio y Alicia D'Amico.
- Himno y regreso.
- Que despierte el leñador.
- Tentativa del hombre infinito.

### Discografía
- Arte de pájaros (1966, con Ángel Parra)

### Publicación póstuma
- El mar y las campanas. Editorial Losada, Buenos Aires, 1973.
- 2000. Editorial Losada, Buenos Aires, 1974.
- Elegía. Editorial Losada, Buenos Aires, 1974.
- El corazón amarillo. Editorial Losada, Buenos Aires, 1974.
- Jardín de invierno. Editorial Losada, Buenos Aires, 1974.
- Confieso que he vivido. Memorias. Barcelona, Seix Barral, 1974. (autobiografía)
- Libro de las preguntas. Editorial Losada, Buenos Aires, 1974.
- Cartas de amor de Pablo Neruda. Ediciones Rodas, Madrid, 1975.
- Para nacer he nacido. Editorial Seix Barral, Barcelona, 1978.
- Cartas a Laura. Centro Iberoamericano de Cooperación, Madrid, 1978.
- Poesías escogidas. Biblioteca Premios Nobel. Aguilar S. A. de ediciones, 1980.
- El río invisible Editorial Seix Barral, Barcelona, 1980.
- Neruda/Eandi, Correspondencia durante Residencia en la tierra. Editorial Sudamericana, Buenos Aires, 1980.
- El fin del viaje. Editorial Seix Barral, Barcelona, 1982.
- Antología fundamental, prólogo de Jaime Quezada y selección de Jorge Baroos, Andrés Bello, 1997.
- Pablo Neruda, Discursos Parlamentarios. (1945-1948). Editorial Antártica, Santiago, 1997.
- Pablo Neruda, Cuadernos de Temuco Seix Barral, Buenos Aires.
- Pablo Neruda, Prólogos. Editorial Sudamericana, Santiago, 2000.
- Pablo Neruda, Epistolario viajero. (1927-1973), Editorial RIL, Santiago, 2004.
- Pablo Neruda en O Cruzeiro Internacional. Editorial Puerto de Palos, Santiago, 2004.
- Pablo Neruda. Yo respondo con mi obra: Conferencias, Discursos, Cartas, Declaraciones. (1932-1959). Ediciones Universidad de Salamanca, Salamanca, España, 2004.
- Pablo Neruda, J. M. Coetzee, W. Faulkner, Doris Lessing, G. G. Márquez, Discursos, Alpha Decay, Barcelona, 2008.
- Antología General, Real Academia Española, Asociación Chilena del Libro y Hernán Loyola, Alfaguara, Santiago de Chile, 2010.
- La piel extensa, antología dirigida a un público juvenil, reúne cincuenta y cinco poemas en siete apartados temáticos; compilación de Gerardo Beltrán y Abel Murcia con ilustraciones de Adolfo Serra; Edelvives, Madrid, 2013.

## Tributos

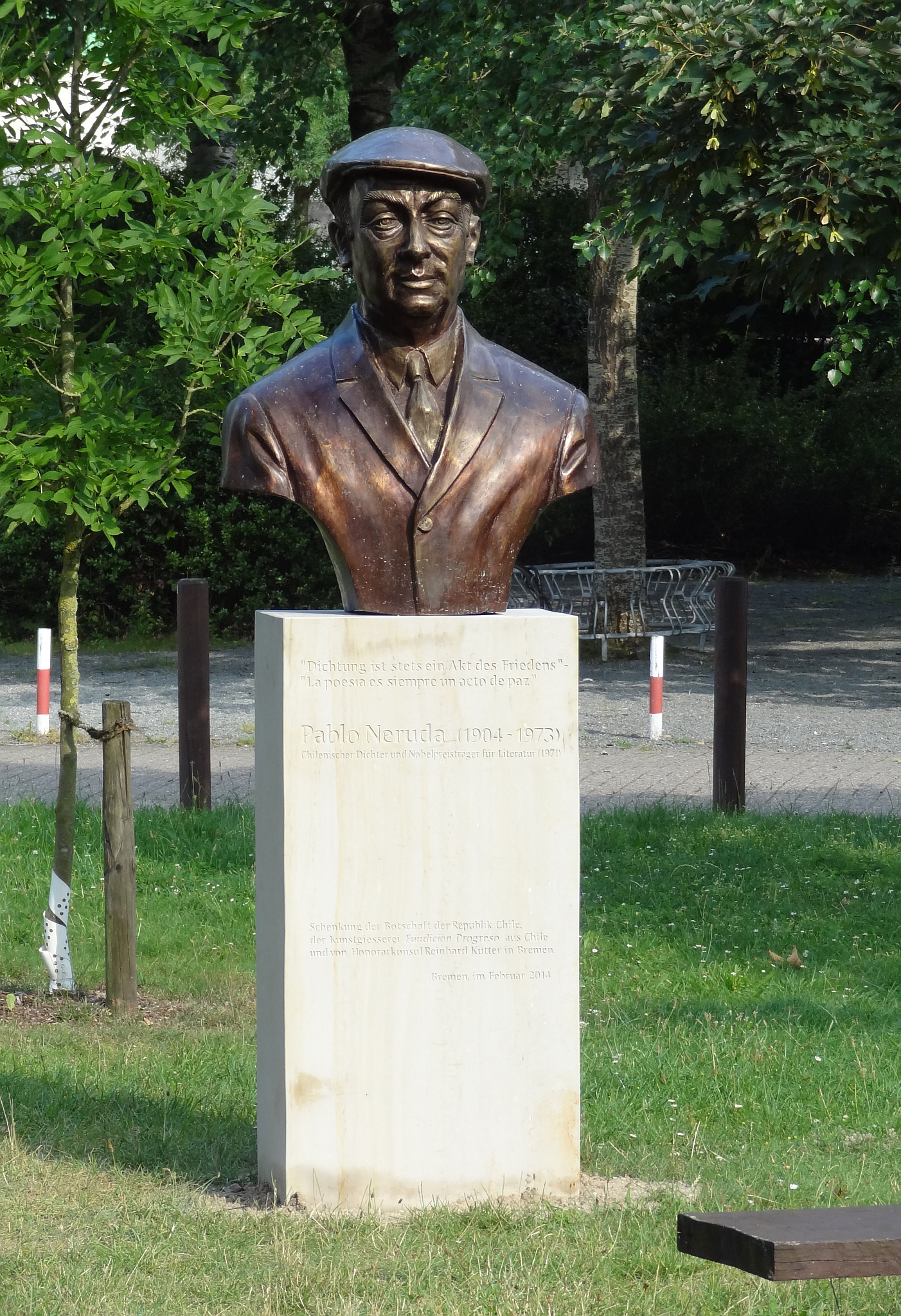
Busto de Neruda en Bremen.

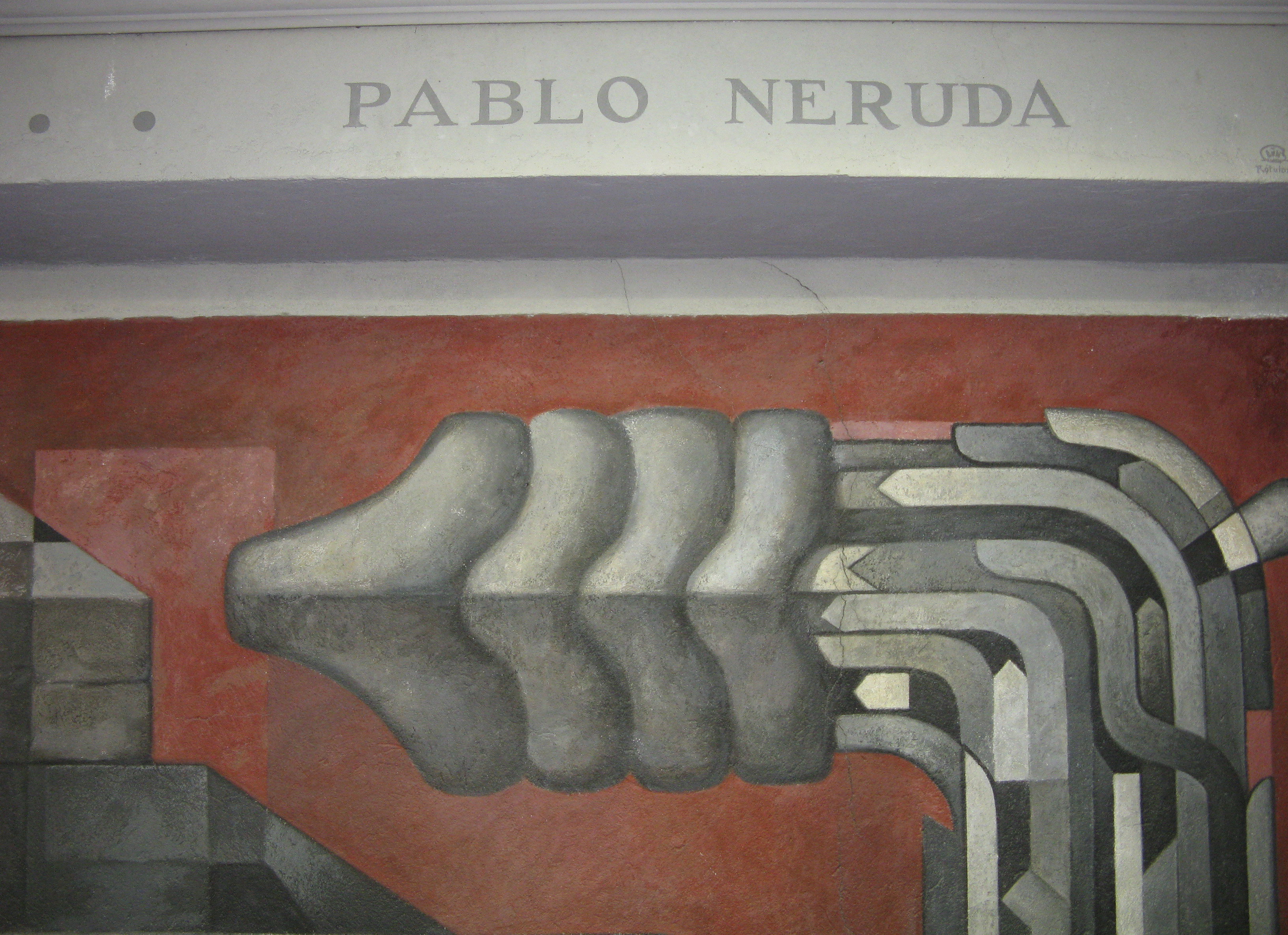
En el mural Presencia de América Latina, obra de Jorge González Camarena ubicada en el hall de acceso de la Casa del Arte de la Universidad de Concepción, sobre la punta de la cola de Quetzalcóatl puede leerse «Pablo Neruda», finalizando el extracto de su poema.

- 1965 - Jorge González Camarena - Una sección de sus versos se encuentra en el mural Presencia de América Latina, los que pertenecen al poema América, del libro Canción de fiesta.
- 1986 - Alberto Cortez - '«Perdí tu dirección», canción homenaje del disco Sueños y Quimeras.
- 2006 - La Oreja de Van Gogh - «Canción desesperada» en su álbum Más Guapa, haciendo referencia al Soneto XLIV de Pablo Neruda.
- 2011 - Rayden - «Si vas», canción homenaje.

### Álbumes
- 1969 - Istros (Danai canta a Neruda) (por Danai Stratigopoulou)
- 1974 - Víctor Heredia canta a Pablo Neruda
- 1974 - Historia Natural de Pablo Neruda por Vinicius de Moraes, Quarteto Em Cy & Toquinho, show grabado en vivo en el Teatro Tuca de São Paulo.
- 1977 - Paco Ibáñez canta a Pablo Neruda
- 1980 - Canto general, dirigido por Mikis Theodorakis (disco doble, con María Farantoúri y Petros Pendis)
- 1981 - Alturas de Machu Picchu por Los Jaivas
- 1999 - Marinero en Tierra Vol. 1. Tributo a Pablo Neruda[64] (obra colectiva de varios artistas)
- 2004 - Marinero en Tierra Vol. 2. Tributo a Pablo Neruda[65] (obra colectiva de varios artistas)
- 2004 - Neruda en el corazón (CD y DVD, varios artistas)
- 2004 - Sólo el amor (por Ángel Parra)

### Artes escénicas
- Pablo Neruda fue personificado por Roberto Parada en la película Ardiente paciencia (1983) —obra que propone la relación entre el poeta y su cartero en sus últimos años de vida (1969-1973)—, ficción creada por Antonio Skármeta. En la adaptación al teatro, fue representado por Julio Jung; en la versión italiana El cartero de Neruda (1994), fue personificado por el actor francés Philippe Noiret; y en la ópera Il postino, estrenada en Los Ángeles, California en 2010, fue representado por Plácido Domingo.
- En la serie de Televisión Nacional de Chile De Neftalí a Pablo (2004), Neruda fue interpretado de niño por Diego Gamboa; de adolescente por Danny Foix; de estudiante universitario por Juan Pablo Ogalde; y de adulto por Diego Ruiz.
- En la película Neruda, diario de un fugitivo (2014) —obra que trata de la fuga del poeta en 1948 y de la persecución a los comunistas decretada por el gobierno de Gabriel González Videla—, de Manuel Basoalto, fue interpretado por José Secall.
- En la película Neruda (2016), de Pablo Larraín, fue interpretado por Luis Gnecco.

### Otros
- A lo largo de Chile existen 39 establecimientos educacionales que llevan su nombre, entre los cuales destaca el Liceo Pablo Neruda de Temuco que corresponde al liceo municipal más grande de la región de La Araucanía.
- En 2004 la ex casa de máquinas (maestranza ferroviaria) de Temuco fue transformada en el Museo Nacional Ferroviario Pablo Neruda, en honor a la afición que siempre mostró el poeta por el mundo ferroviario.
- Numerosas calles llevan su nombre: en Santiago de Chile 20, en Temuco, una de las avenidas principales de la ciudad; en Buenos Aires 1; en México 3 y en Francia 57.
- El Ministerio de Bienes Nacionales lanzó, con ocasión de los 110 años del nacimiento del poeta, la Ruta Patrimonial Huellas de Pablo Neruda en Temuco.

| Predecesor: Mariano Latorre        | Premio Nacional de Literatura 1945 | Sucesor: Eduardo Barrios |
| Predecesor: Aleksandr Solzhenitsyn | Premio Nobel de Literatura 1971    | Sucesor: Heinrich Böll   |